# Észak-Karolina
Észak-Karolina (angolul North Carolina) az Amerikai Egyesült Államok 12. tagállama. A történelmi Délhez tartozik. Fővárosa Raleigh. A 2010. évi népszámlálás szerint lakosainak száma 9 535 483 fő volt, amely 18,5%-os növekedést jelent 2000 óta. Népsűrűsége 63,8 fő/km².
Észak-Karolina egyike a 13 eredeti gyarmatnak, s eredetileg Karolina néven volt ismert. Itt volt az első spanyol gyarmati belföldi település, Joara, egy ősi falu közel a mai Morganton városához az 1567-ben alapított Fort San Juan helye. Itt volt az első angol kolónia, Roanoke is.
Észak-Karolina volt az utolsó állam, amely 1861. május 20-án elszakadt az Uniótól és csatlakozott a Amerikai Konföderációs Államokhoz. Az amerikai polgárháború után 1868. július 4-én nyert újra felvételt az Egyesült Államok közé.

## Neve
Nevét I. Károly angol királyról kapta.

## Földrajz

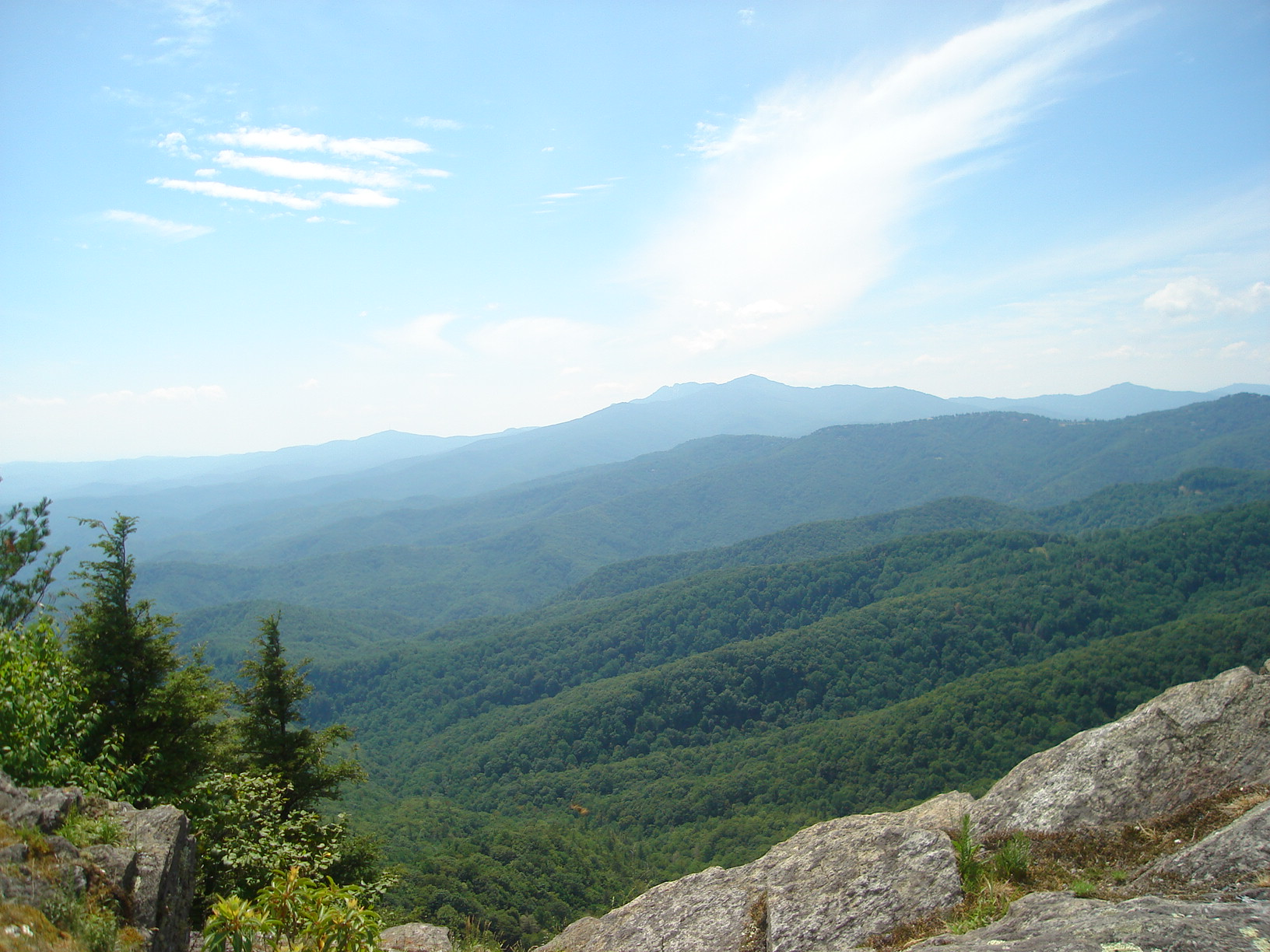
A Blue Ridge egyik látványossága, a Blowing Rock

Az állam 139 509 km² területű. Az északi szélesség 34° és 36°30', és a nyugati hosszúság 75°30' és 84°30' között helyezkedik el. Az USA délkeleti részén található. Északról Virginia, keletről az Atlanti-óceán, délről Dél-Karolina, délnyugatról Georgia, nyugatról pedig Tennessee határolja.

### Régiók

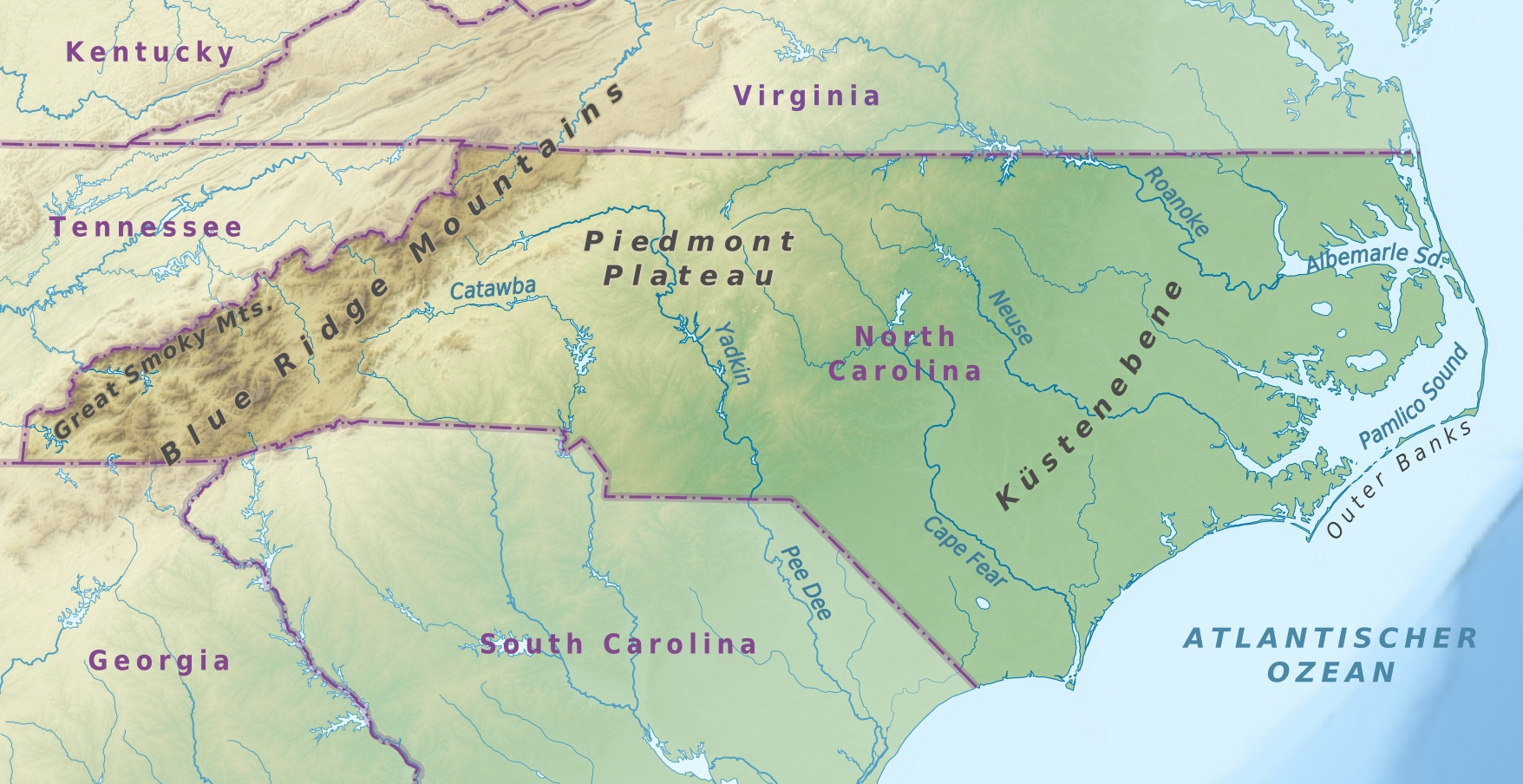
Észak-Karolina domborzati térképe

Az állam három nagy földrajzi egységre oszlik: 
- keleti része parti síkság, amely 45%-a az államnak,
- a Piedmont régió, amely 35%-a Észak-Karolina területének, az állam középső részén terül el,
- nyugaton az Appalache-hegység, valamint a hegyalja található.

Észak-Karolina tengerszinttől számított magassága nagyon változatos, a partmenti síkságtól a 2042 méter magas hegyekig terjed. Ennek megfelelően klímája is széles skálájú; a partok mentén óceáni, a szárazföld belsejében Piedmont területén nedves szárazföldi és a nyugati hegységekben hegyvidéki.

#### A parti síkság
A keleti részen található az Outer Banks, ami egy homokos zátonyrendszer az Atlanti-óceánban, amely gyöngysorszerűen kíséri a szárazföldet. A zátonyból, kis szigetekből álló rendszer 200 km hosszúságban húzódik végig az óceánon az állam partszakasza előtt. Helyenként alig 150-200 méter, másutt néhány km szélességű zátonyok ezek, főként homokdűnék, de sok helyütt sziklák, amelyek annak idején valóságos hajótemetők voltak. A nagyobb zátonyokon, szigeteken kis települések jöttek létre, s ezek sajátosan fejlődtek. Észak-Karolinában úgy tartják, hogy a zátonylakók beszéde még ma is a 17. századot idézi fel. Ezen a vidéken valaha kalózok éltek, a sziget egyes családjai az egykori kalózok leszármazottjai. A területről lehetetlen pontos térképet készíteni, hiszen az óceán állandóan formálja, alakítja a homokos partot. Sok üdülőtelep alakult ezen a tájon.
Az óceán parti síkság megközelítőleg lapos. Itt található a számos fenyője miatt Pine Barrens („fenyves puszta”) nevet viselő terasz és a lapos, mocsaras partvidék. Több kisebb és két nagyobb földnyelv nyúlik kelet felé: a Fear-fok és a Hatteras-fok. Gazdag talaja alkalmas dohány, szójabab, görögdinnye és gyapot termesztésére. A part menti síkság vidéki terület, néhány nagyobb várossal. A mezőgazdaság fontos szerepet tölt be.
Az Outer Banks két öblöt formál, északon az Albemarle-szorost délen pedig a Pamlico-szorost, amelyeket keskeny csatornák kötnek össze a nyílt tengerrel. Ezek az öblök a legnagyobb turzással elzárt öblök az Egyesült Államokban.
A főbb folyók: Chowan, Roanoke, Pamlico, Neuse, Cape Fear River, Yadkin és Catawba; a két utóbbi csak a felső folyásában tartozik az államhoz, a többiek lagúnákba torkollnak.

#### Piedmont
Az állam középső része, Piedmont termékeny, dombos vidék. Magassága 90 métertől nyugat felé haladva 300 méterig változik. Azért nevezik fennsíknak, mert felszíne többnyire lapos, de a gyengén lejtős területeket egy-egy domb, majd a nyugati részén alacsony lekoptatott hegységek bontják meg. Ezek: a Sauratown Mountains, a Pilot Mountain, a Uwharrie Mountains, Crowder's Mountains, King's Pinnacle, a Brushy Mountain és a South Mountain.
A „fall line”-tól kezdve a folyók zuhatagosak. Piedmont területén van az állam öt legnagyobb városa, s így a ez legsűrűbben lakott terület is. A lakosság gyors növekedése miatt a mezőgazdaság egyre inkább háttérbe szorult.
Piedmont fő folyói a Yadkin és Catawba gyorsfolyású keskeny folyók.

#### Az Appalache
Az állam nyugati részén az Appalache-hegység húzódik. A Great Smoky Mountains, Blue Ridge Mountains, Great Balsam Mountains, Pisgah Mountains, és a Black Mountains az Appalache hegyláncolat része. A Black Mountains a legmagasabb hegység az Egyesült Államok keleti részén, melynek legmagasabb csúcsa, a Mount Michell 2037 m magas.
A turizmus mellett az agrotechnika is fontos szerepet kap a hegyvidéki területeken. Az elmúlt évtizedekben főleg karácsonyfákat nevelnek ezen a területen.
Észak-Karolina 17 fontos folyója közül 5, a Hiwassee, Little Tennessee, French Broad, Watauga és New, a Mississippi vízgyűjtő medencéjének része s a Mexikói-öbölbe ömlenek. Az összes többi folyó az Atlanti-óceánba ömlik. A 17 folyó közül csak 11 ered az államban és csak 4 folyó marad teljesen az állam határain belül; a Cape Fear, Neuse, a White Oak és a Tar-Pamlico folyók.

### Tavak
- Lásd még: Az Egyesült Államok tavainak listája(wd)

### Nemzeti parkok
- Lásd: Az Egyesült Államok nemzeti parkjainak listája(wd)

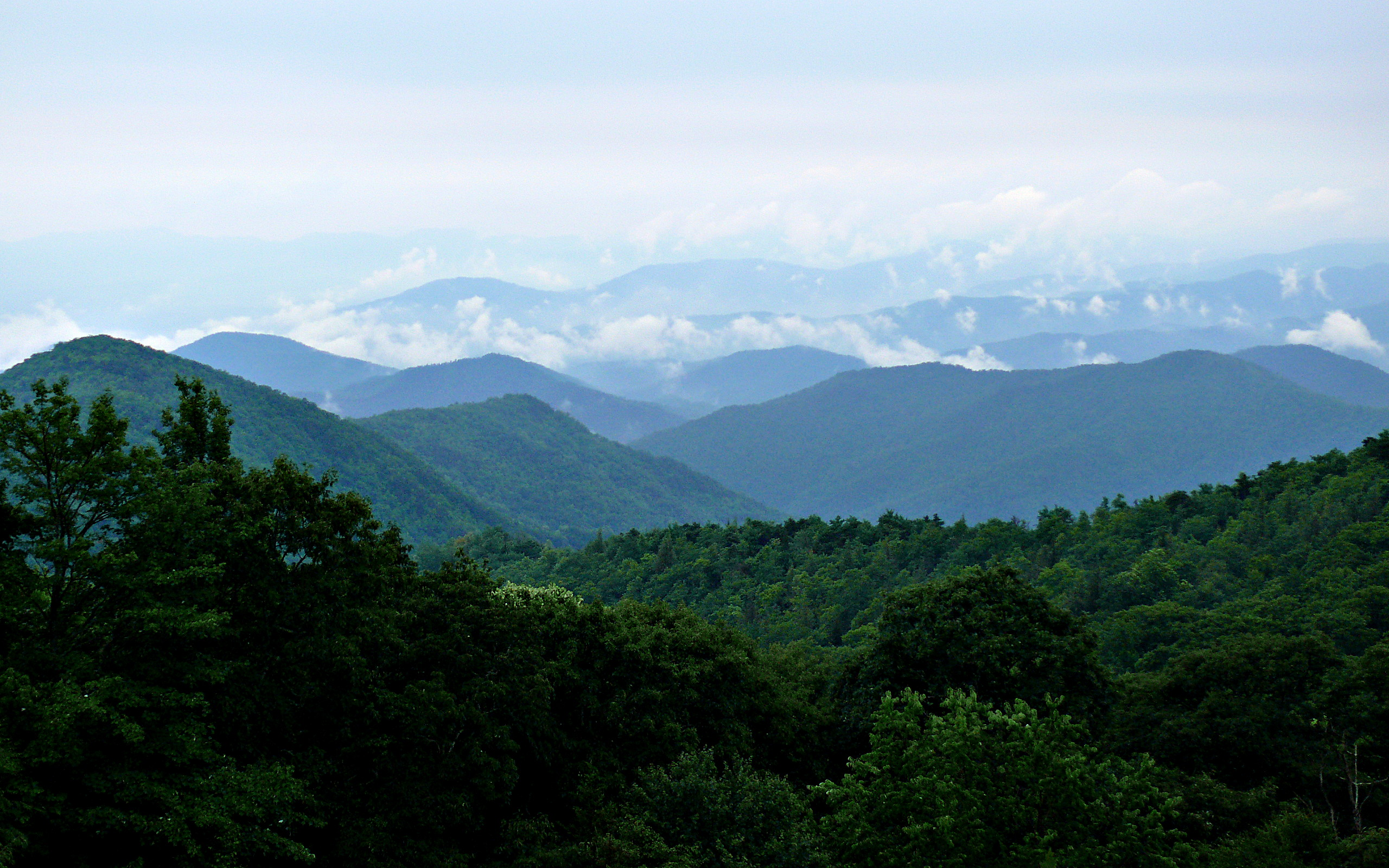
Blue Ridge National Parkway
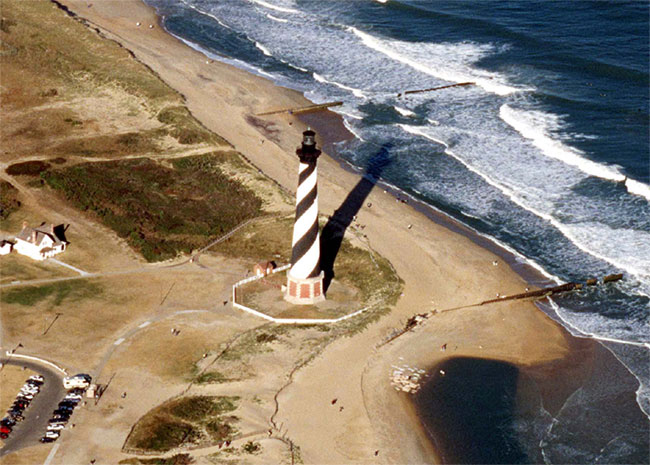
Cape Hatteras világító torony
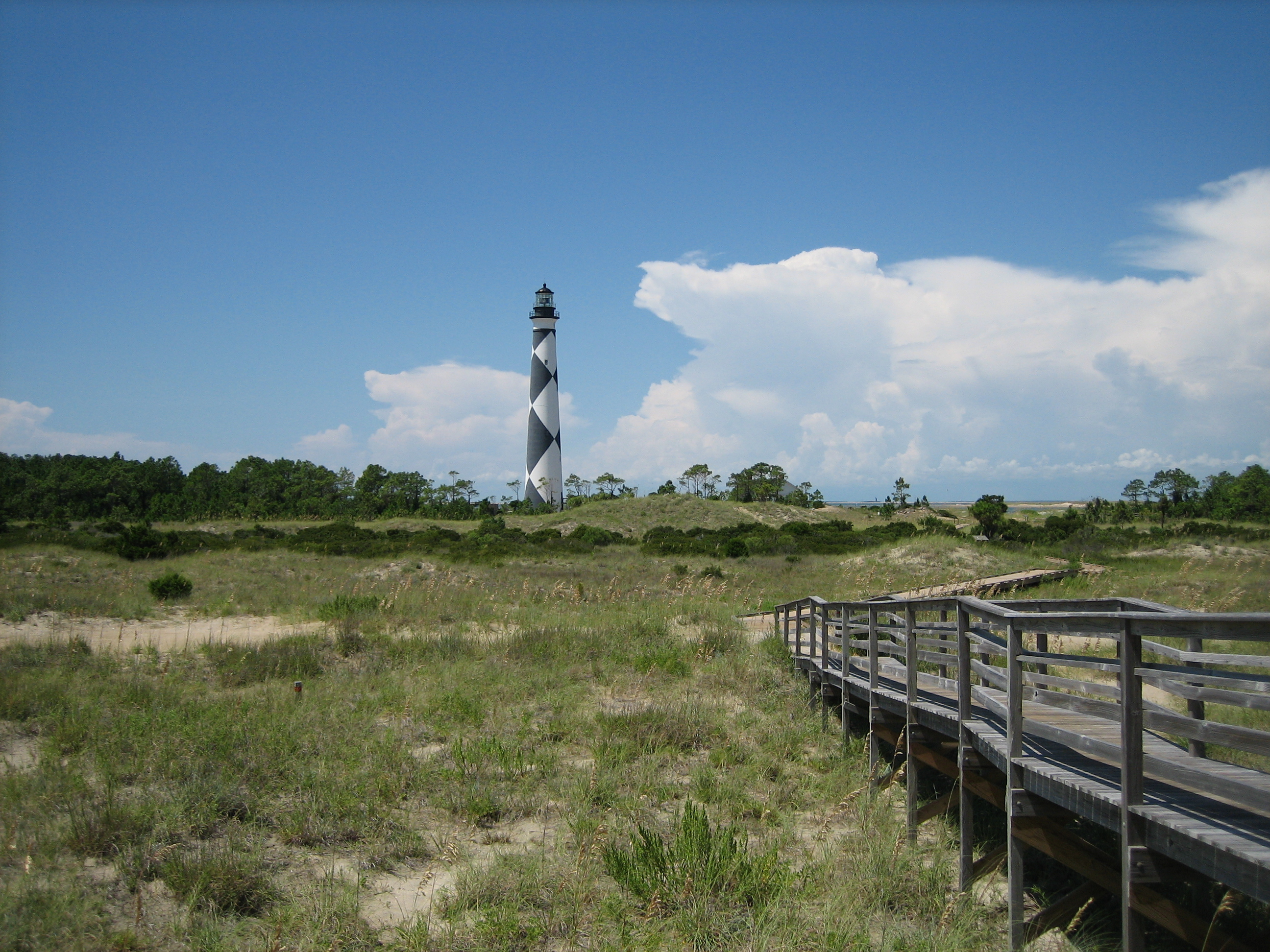
Cape Lookout
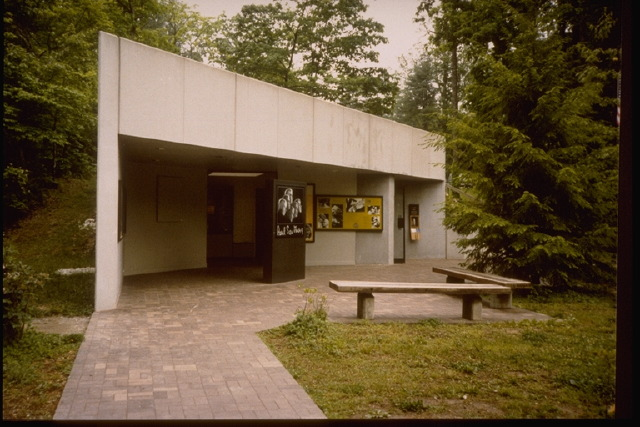
Carl Sandburg otthonának helye ma
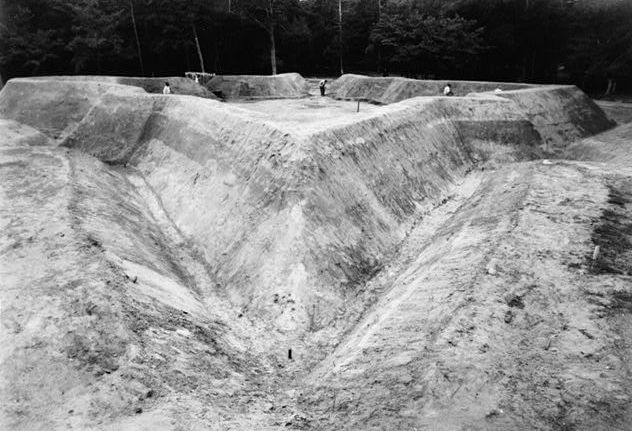
Fort-Raleigh újraépítés alatt
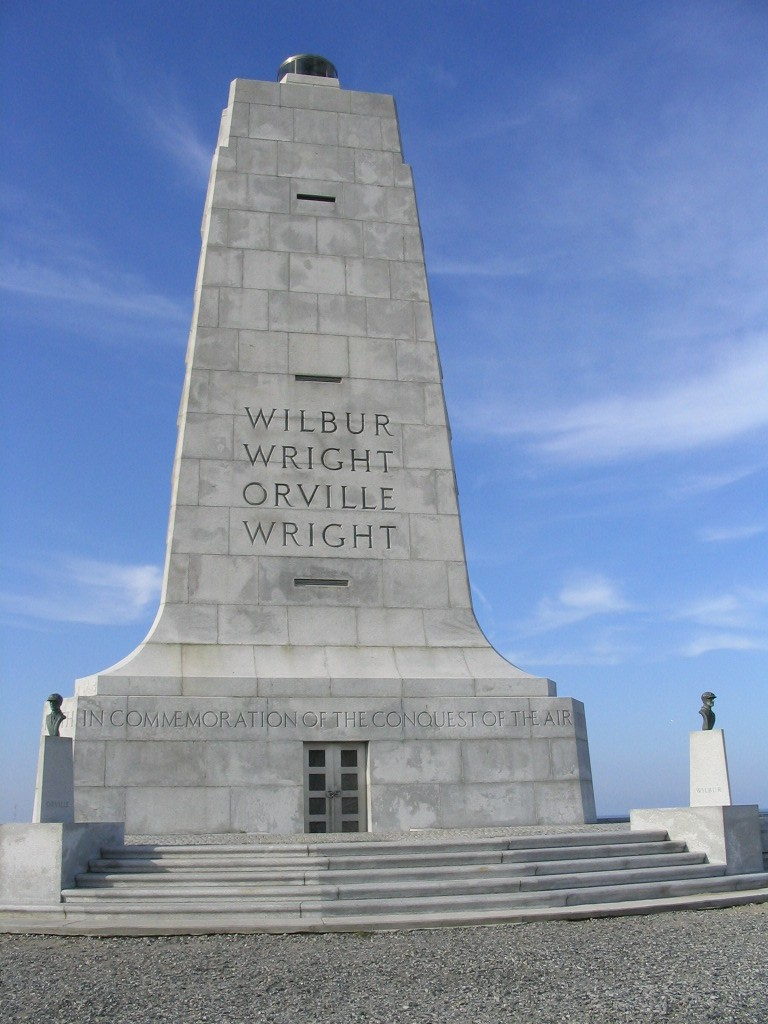
Wright testvérek emlékműve

- Blue Ridge Parkway
- Cape Hatteras National Seashore

A Cape Hatteras National Seashore több mint 100 km-es hosszúságú védett terület a tengerparton. A homokdűnék között kisebb halászfalvak vannak – ezek nem tartoznak a védett területhez -, egyébként azonban a természet megmaradt a maga romantikus szépségében. Az útról nem tanácsos letérni, mert a homokba könnyen belesüpped a nagy súlyú autó. Gyalogosan viszont érdemes a kijelölt utakon sétát tenni. Az egyik oldalon a nyílt óceán ostromolja a zátonyokat, a másik oldalon csendesen hullámzik a Pamlico Sound, a turzással elzárt öböl.
A védett terület névadója a Hatteras-fok, messze nyúlik be az óceánba, tetején magas, karcsú világítótorony áll.
E zátonyos vidéken különösen fontos a tengerészeknek a torony irányjelző lámpája. Az Ocracoke-szigetekre kompon kell átkelni. A névadó kis halászfalú kalózok fészke volt valaha.
A zátonyrendszer tovább húzódik délfelé a Cape Lookout National Seashore-hoz.
- Cape Lookout National Seashore
- Carl Sandburg Home National Historic Site
- Fort Raleigh National Historic Site
- Guilford Courthouse National Military Park
- Moores Creek National Battlefield
- Wright Brothers National Memorial

### Éghajlat
A földrajzi területi beosztás segít az állam éghajlatának meghatározásában. A parti terület éghajlatát az Atlanti-óceán befolyásolja, így a hőmérsékleti ingadozás a téli és a nyári időszak között nem olyan nagy. A tél enyhe a nyár pedig párás s kevésbé meleg.
A nappali nyári átlaghőmérséklet 31,6 °C, míg a téli hőmérséklet ritkán esik 4,4 °C alá.
A part menti területeken átlagosan évi 2,5 cm-es havazásra számíthatunk, ami az esetek nagy többségében nem havazás, csak hószitálás.
Az állam belterületén az Atlanti-óceán már kevésbé befolyásolja az éghajlatot. Ezért a nyár Piedmont területén forróbb, és a tél hidegebb mint a partokon. A nyári átlagos magas hőmérséklet 32,2 °C, de előfordulhat, hogy a higanyszála felszalad 37,8 °C-ig, különösen Fayetteville környékén.
A téli időszak Piedmont környékén nem olyan enyhe mint a partokon, a nappali hőmérséklet 5-7 °C, de éjszaka gyakran fagypont alá esik.
Charlotte területén az átlagosan mért hóesés 7–12 cm, míg Raleigh-Durham környékén eléri a 15–20 cm-t is. Piedmont területén gyakori az havas eső, ónos eső. Néha a viharok olyan erősek, hogy megzavarják a forgalmat, s a villanyvezetékekre eső fatörzsek áramkimaradást okoznak.
Az évi csapadék és a levegő páratartalma Piedmontban alacsonyabb ugyan mint a parti vagy a hegyvidéki területeken, de így is előfordul, hogy az év folyamán átlagos 102 cm mennyiségű csapadékot mérnek.
Az Appalache-hegység az állam leghűvösebb területe. Átlagos téli hőmérséklet napközben 2-6 °C, amely éjszaka −9 °C-ig süllyed. A nyár viszonylag hűvös, s ritkán emelkedik a hőmérséklet 26,7 °C fölé.
A hóesés 36–51 cm az év folyamán, de a magasabb csúcsokon magasabb is lehet. Például 1993-ban a Mount Mitchell hegycsúcson 130 cm hóesést mértek.
Átlagosan az államot évtizedenként egyszer éri a hurrikán közvetlenül, de évente 3-4 trópusi vihar is előfordul, s a hurrikánok gyakran végig söprik a partot. Egyedül Floridát és Louisianát éri több hurrikán mint Észak-Karolinát. Az államban egy évben átlagosan 50 napon számíthatunk viharos tevékenységre, s néha a viharral erős szél jégeső párosul, amely komoly károkat okozhat. Az emberek azt hiszik, hogy a hurrikánok csak a parti területeket fenyegetik. 1989-ben a Hugo nevű hurrikán komoly károkat okozott Charlotte-ban, sőt hatása a északnyugati Blue Ridge Mountains-nál is érezhető volt.
Észak-Karolinában átlagosan 20 vagy annál kevesebb tornádó keletkezik. Ezek többnyire a hurrikánok vagy trópusi viharok nyomán jönnek létre, főleg a partok mentén. Piedmont nyugati részét a hegyek védik, s megtörik a viharokat. Igaz, hogy a hűvösebb levegő legyengíti a viharok erejét, de a legyengített vihar komoly jegesedést okozhat télen.

## Történelem

### Amerikai őslakók, elveszett kolóniák, állandó települések
Észak-Karolinát különböző indiántörzsek lakták, köztük a Mississippi kultúrát létrehozó őslakosok (i. sz. 1000) Piedmont területén. Történelmileg dokumentált törzsek: cherokee, tuscarora, cheraw, pamlico, meherrin, coree, machapunga, Cape Fear-indiánok, waxhaw, saponi, tutelo, waccamaw, coharie és catawba.
Már a spanyol felfedezők beszámoltak a Mississippi-kultúráról Joaránál (a jelenlegi Morganton közelében). 1540-ben Hernando de Soto beszámol az indiánokkal való találkozásról. 1567-ben Juan Pardo expedíciót vezetett Észak-Karolina belterületeire, s a területekre mint spanyol kolóniára tartott igényt, mert úgy gondolta, ezeken keresztül új út nyílt a mexikói ezüstbányákhoz. (A spanyolok rosszul becsülték fel a távolságot Mexikó és Észak-Karolina között.) Padro létrehozott egy téli települést Joaránál, amit átnevezett Cuencának. Az expedíció tagjai felépítették a Fort San Juan erődöt és 30 embert hagytak hátra. Pardo folytatta útját délnek, és még másik öt erődöt épített. Ezután egy másik úton tért vissza a Dél-Karolinában, a Parris Islanden létesített Santa Elenába, ezután visszatért Floridába.
1568 tavaszán az indiánok legyilkolták az összes hátrahagyott katonát, s megsemmisítették mind a hat belterületi erődöt, közöttük Fort San Juant is. A spanyolok soha nem tértek vissza a belföldi területekre, s nem is támasztottak arra igényt. Padro jegyzeteit a régészeti ásatások igazolták, melyek során feltárták Joarát.
1584-ben I. Erzsébet angol királynő a területet (több más földdel együtt) Walter Raleighnek adományozta (az ő nevét viseli ma az állam székhelye). Az 1580-as évek végén Raleigh két kolóniaalapítási kísérlete sikertelen volt; végül 1661-ben alakult meg a Cap Fear River partján az első angol gyarmat.

### Gyarmati éra és afüggetlenségi háború
1663-ban II. Károly az északi szélesség 31 és 36°-a közti területet Lord Clarendonnak adományozta. E területen jött létre az első állandó európai település, amelyet a Virginiából bevándorolt brit telepesek hozták létre. Nathaniel Batts számolt be a korai virginiai bevándorlókról. Ő maga 1655-ben a Chowan folyótól délre, a Great Dismal mocsártól keletre telepedett le, amelynek környékét eleinte Albemarle-nak nevezték; csak a 18. század elején kapta a Carolina nevet. 1670-ben az Albemarle-gyarmat számára egy orvos, John Locke alkotmányt dolgozott ki, de ez még ugyanazon században megszűnt. A 17. század végén számos állandó település létesült. 1712-ben Észak-Karolina önálló gyarmat lett, tizenhét évvel később azonban ismét a király felügyelete alá került. Szintén az 1712-es év eseménye volt a tuszkaróra törzs rövid életű felkelése.
Az észak-karolinai keleti és nyugati települések („low county” vagy „upland”) a 18. századtól egészen a 20. századig befolyással voltak a politikai és a gazdasági életre, valamint a társadalmi kapcsolatokra. Észak-Karolina keleti részén többnyire angol emigránsok és skótok telepedtek le, míg a nyugati részén (a felföldeken) a skót-ír és német protestánsok találtak otthonra. A 18. században az Írországból betelepülő skót-ír emigránsok képezték a legnagyobb csoportot. A függetlenségi háború idején a keleten letelepedett angol és a skót emigránsok hűek maradtak az angol koronához, míg a nyugaton letelepedett skót-ír, német telepesek az amerikai függetlenség mellett álltak ki.
A legtöbb angol munkást egy bizonyos időre szerződtettek, hogy kifizethessék az utazási költségeiket. A korai években az angol szerződéses munkások és az afrikai rabszolgák között a különbség nem volt túl nagy. Néhány afrikai rabszolgának megvolt az a lehetősége, hogy megvásárolhatta a szabadságát, mielőtt a rabszolgaság életre szólóvá vált volna. A legtöbb színes bőrű szabad telepes Észak-Karolinában ezeknek az afroamerikaiaknak a leszármazottja volt. Sokuk Virginiából települt ide.
Amikor Nagy-Britanniában javultak a gazdasági viszonyok, egyre kevesebb szerződéses munkás vándorolt ki Amerikába, és így egyre több rabszolgát hoztak be Afrikából. A rabszolgaság intézménye egyre szigorúbb lett, több és több megkötéssel. A gazdaság fejlődése most már rabszolga-munkaerőn alapult.
1776 áprilisában Észak-Karolina elsőként utasította követeit, hogy a Kontinentális Kongresszuson a brit koronától való függetlenségre szavazzanak. A függetlenségi háború idején heves gerillaharcok robbantak ki a függetlenség mellett, illetve az angol gyarmati lét mellett álló csoportok között. Néhány esetben a háború csak ürügyül szolgált a riválisok közötti összeütközésre.
Az amerikaiak a legfőbb győzelmet Észak-Karolina és Dél-Karolina határán, King’s Pinnacle-nél aratták. 1780. október 7-én 1000 „hegylakó” (Észak-Karolina nyugati részéről való csapat, beleértve a mai Tennessee államot) legyőzte a Patrick Ferguson őrnagy által vezetett 1000 főből álló angol csapatot. A legtöbb angol katona a koronához hű úgynevezett szélsőjobboldali karolinai volt. A Kings Mountain-i amerikai győzelem elvette a brit katonaság kedvét attól, hogy új katonákat a szélsőjobboldaliakból toborozzon.

### A polgárháború előtt
1789. november 21-én Észak-Karolina ratifikálta az alkotmányt, és tizenkettedikként belépett az unióba. A függetlenségi háború és a polgárháború között az állam igyekezett megszilárdítani közigazgatását, állami és helyi szinten egyaránt. 1840-ben elkészült a ma is álló parlament épülete Raleigh-ben. A század közepén a vidéki területeket és a partvidék kereskedelmi központjait 129 mérföld (207 km) hosszú vasúttal kötötték össze (Farmers's Railroad), a pálya a keleti Fayetteville-től a nyugati Bethaniáig tartott.

### A polgárháború alatt
1860-ban Észak-Karolina 992 622 fős lakosságának mintegy harmada volt rabszolga, ez kisebb arány, mint a legtöbb déli állam esetében. Körülbelül 30 ezer szabad fekete is élt az államban.
A polgárháború kezdetekor nem volt egyetértés abban, hogy az állam Észak vagy Dél oldalára álljon, mindaddig, míg Abraham Lincoln fel nem szólította őket, hogy támadják meg „testvérállamukat”, a szakadár Dél-Karolinát. Így Észak-Karolina volt az utolsó (vagy az utolsó előtti), amely kilépett az unióból, 1861. május 20-án. (Tennessee nem hivatalosan már május 7-én bejelentette kiválását, de csak június 8-án tette hivatalossá.)
Ellis kormányzó ügyesen kikerülte Abraham Lincoln felhívását, amelyben 75 ezer katonát kért a „lázadók” ellen, arra hivatkozva, hogy az állam nem tud hadsereget kiállítani. Ő és 1862-ben megválasztott utódja, Zebulon Baird Vance alatt Észak-Karolina 125 ezer katonát küldött a Konföderáció seregébe, többet, mint bármely másik állam. Közülük 40 ezren estek el, haltak meg betegségben vagy a rossz körülmények miatt. Bár a háború néhány nagyobb ütközete Észak-Karolina területén volt, az innen származó katonák gyakorlatilag Észak-Virginia hadseregének kötelékében vettek részt bennük. A legnagyobb észak-karolinai ütközet a bentonville-i volt, amelyben Joseph E. Johnston tábornok sikertelenül próbálta lelassítani William Tecumseh Sherman tábornok csapatait 1865 tavaszán. Johnston serege volt az egyik legnagyobb, amely 1865. április végén megadta magát, Durham közelében, hetekkel Robert E. Lee appomattoxi fegyverletétele után; a legutolsó csapat Thomas cseroki légiójának maradéka volt, amely májusban, Waynesville-nél adta fel a harcot.
A 20. században Észak-Karolina fejlett mezőgazdaságot és ipart épített ki. Fő termékei között találhatók textilfélék, vegyszerek, elektromos berendezések és papír – az 1990-es évek elején ipari termelése a 8. helyen állt az USA-n belül. A dohány, Észak-Karolina egyik legkorábbi jövedelemforrása továbbra is jelentős szerepet tölt be. Napjainkban a technológia a húzóágazat, mely különösen a Research Triangle Park létrehozásával indult fellendülésnek az 1950-es években.

## Népesség

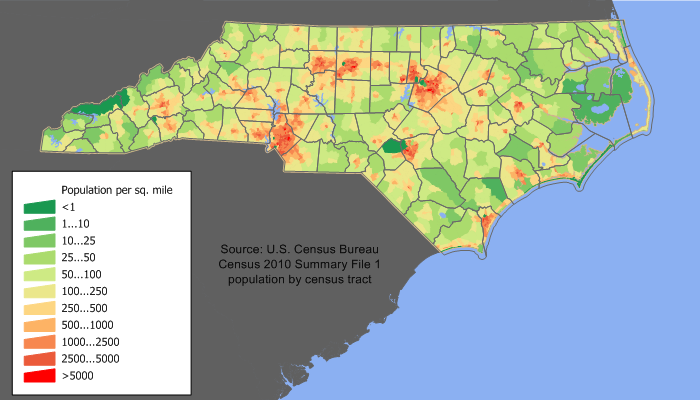
Észak-Karolina népsűrűségi térképe

A 2010. évi népszámlálás szerint Észak-Karolina lakossága 9 535 483 fő volt, amely 18,5%-os növekedést mutat 2000-hez képest, amely felülmúlja az egész Egyesült Államok lakosainak növekedési arányát.
| Lakosok száma | 737 987 | 2 559 123 | 3 170 276 | 4 061 929 | 4 556 155 | 5 881 766 | 6 628 637 | 9 535 483 | 10 042 802 | 10 439 388 |
|               | 1830    | 1920      | 1930      | 1950      | 1960      | 1980      | 1990      | 2010      | 2015       | 2020       |

A természetes növekedés 293 761 fő (749 959 születés mínusz 456 198 halálozás), s a vándorlások eredményeként 527 991 fővel nőtt az állam lakossága. Az ország határain túlról betelepültek száma 180 986 fővel, az országon belüli bevándoroltak száma 347 005 pedig fővel növelte az állam lakosainak számát. 2005 és 2006 között Észak-Karolina lehagyta New Jersey-t, s a tizedik legnépesebb állam lett.
Az állam 5 éves kor alatti lakosainak száma 6,7%, a 18 év alattiak száma 24,4% és a 65 éves vagy idősebb lakosok száma 12,0%. A lakosság 51%-a nő.
Származás szerint a legnagyobb csoportok: afroamerikai (21,6%), Egyesült Államokbeli) (19,8%), angol (13,2%), német (13,1%), ír (10,2%).
| Rassz                                   | Fehér  | Afroamerikai | AIAN*  | Ázsiai | NHPI*  |
| 2000 teljes lakosság                    | 75,27% | 72,20%       | 31,65% | 1,70%  | 0,11%  |
| 2000 hispániai lakosság                 | 4,28%  | 0,33%        | 0,10%  | 0,05%  | 0,03%  |
| 2005 teljes lakosság                    | 74,95% | 22,29%       | 1,65%  | 2,06%  | 0,12%  |
| 2005 hispániai lakosság                 | 5,89%  | 0,37%        | 0,12%  | 0,05%  | 0,03%  |
| 2000–2005 teljes lakosság növekedése    | 7,41%  | 8,31%        | 7,51%  | 30,62% | 17,92% |
| 2000–2005 hispániai lakosság növekedése | 48,62% | 20,36%       | 25,79% | 27,15% | 21,63% |
| --------------------------------------- | ------ | ------------ | ------ | ------ | ------ |

- AIAN = amerikai indián, alaszkai őslakó; NHPI Hawaii őslakó vagy szigetlakók (Csendes-óceán)

A vallások megoszlása: baptista (40%), metodista (11%), római katolikus (9%), más keresztény (6%), episzkopalista (3%). A lakosság 11%-a nem vallásos.
A népesség 6,7%-a öt év alatti, 24,4%-a tizennyolc év alatti, és 12%-a idősebb 65 évesnél. A nők aránya kb. 51%.
A 2007 év U.S. Census becslése szerint a rassz szerinti megoszlás Észak-Karolinában a következz: 70% fehér amerikai, 22,3% afroamerikai, 1,2% amerikai indián, és a fennmaradó 6,5% hispániai vagy latin (vagy más rassz). Észak-Karolina története folyamán a lakosság többnyire farmokon vagy kis városokban élt. Az elmúlt 30 év alatt viszont a városok rohamos fejlődésnek indultak, s ma Észak-Karolina lakossága városi lakos, csakúgy mint az Egyesült Államokban mindenütt. Nevezetesen Charlotte és Raleigh városi központokká váltak, s lakosainak száma rohamosan nő. Ebben a növekedésben nagy szerepe van a Latin-Amerikából, Indiából, Délkelet-Ázsiából érkező emigránsoknak. Ráadásul az utóbbi években az Egyesült Államok északkeleti részéről, Floridából sőt Kaliforniából is nagyszámú lakosság telepedett le Észak-Karolinában.
Az 1980-as és 1990-es években lakosságát tekintve Észak-Karolina volt a leggyorsabban növekedő állam, de a növekedés aránya a 2000-ben mutatkozó gazdasági nehézségek következtében alábbhagyott.

### Afroamerikaiak
Az afroamerikaiak közel egynegyedét teszik ki Észak-Karolina teljes lakosságának. Az 1970-es években a közép osztálybeli fekete lakosság növekedett. Az afroamerikai lakosság a parti síkságokon, Piedmont területének egy részén koncentrálódnak, ahol a legtöbb munkalehetőség volt és van. Az afroamerikai közösségek az állam dél-közép, északkeleti részén, valamint a nagy városokban, – ahol már korábban is éltek – Charlotte, Raleigh, Durham, Greensboro, Fayetteville, Wilmington and Winston-Salem alakultak ki.
Virginiából szabad afroamerikaiak telepedtek le a határvidékeken. Részletes család történetekben 80%-a ezeknek az embereknek úgy volt nyilvántartva mint „all other free persons” (minden más szabad személy). Az 1790–1810 népszámlálás kimutatásai szerint ezek az emberek leszármazottai a virginiai szabaddá vált afroamerikai lakosoknak, akik a gyarmati évek alatt telepedtek le. A határok akkor még sokkal áteresztőképesebbek voltak, s a legtöbb szabad afrikai családok fehér nő és szabad szolga, afrikai férfi, szabad szolga vagy rabszolga egyesülésének a leszármazottjai. Az indiánok akik elfogadták az angol normákat a szabad afro-amerikaiak közösségéhez tartoztak, s többnyire ide is házasodtak. Néhány világosabb bőrű leszármazottak megalakították saját megkülönböztetett közösségüket, és gyakran azonosítják magukat az indián-portugál leszármazottakkal.
Egészen az 1860-as évek közepéig Észak-Karolinában sok kis farm volt és kevesebb ültetvény, mint Dél-Karolinában vagy Virginiában. Ezek a kisgazdák nem tartottak rabszolgákat, s földjeik nagysága kb. 2 km² vagy kisebb volt. Viszonylagosan kevés fekete élt a hegyvidékeken és Piedmont nyugati részén.

### Ázsiai-amerikai
Az állam leggyorsabban növekvő lakossága ázsiai-amerikai, akik főként Indiából és Vietnámból emigráltak. 1990 és 2002 között az ázsiai lakosság aránya megháromszorozódott. Jelenlegi becslések szerint az ázsiai lakosság száma 2000-től jelentősen növekedett. A Laoszból menekült Marion környékén letelepült Hmong lakosság száma 1980-ra 12000 emberre nőtt. Az ázsiai emigránsok legkorábbi rekordja az 1800-as évek nyúlik vissza, amikor először kínai munkásokat alkalmaztak a bányákban és a mezőgazdaságban.
1839-ben kis csoport japán, Fülöp-szigeti és koreai érkezett Észak-Karolinába, akik farmerként vagy a halászat és halfeldolgozó iparban dolgoztak, még a 20. század korai éveiben is.

### Európai amerikaiak
Az első telepesek főként angolok voltak, akiket mint szerződéses munkásokat szállítottak ide, valamint a Virginiából érkező telepesek. Időközben európai protestánsok; brit, ír, francia hugenották, és svájci-német emigránsok telepedtek le. A walesi csoport, amely a 18. század folyamán érkezett ide, s telepedett le Fayettville környékén, mint brit vagy ír telepesek tartják számon. Hosszú ideig a parti síkság gazdagabb, tanultabb ültetvényesei vettek részt az állam igazgatásában.
Észak-Karolina skót-ír, skót, és angol telepesek leszármazottai az egész államban elszóródva élnek. Eredetileg skót-ír és észak-angol telepesek többnyire a Piedmont területén és a hátországban telepedtek le. Ezek a csoportok voltak a legnépesebbek a függetlenségi háború előtt. Később az Appalache hegység déli lábainál telepedtek le, ahol folytathatták saját kultúrájukat. Ezek a skót-ír emberek, akik erősen ragaszkodtak függetlenségükhöz, s többnyire kisgazdák voltak.
Winston-Salem területén többnyire német-cseh emigránsok leszármazottai élnek, akik a Protestáns Morvai Templom tagjai voltak a 18. század közepén.
A 20. század elején kisebb ukrán ortodox emigránsok telepedtek le Pender megyében.
A partok mentén portugálok leszármazottjai éltek, akik az Azori-szigetekről jöttek át. Ezek az emberek túlnyomó többségben halászok voltak. Ma több mint 50 000 portugál leszármazott él ezeken a területeken.
Végül a téli időszakban az úgynevezett „hómadarak” (snowbirds), akik többsége kanadai angol, vagy francia anyanyelvű, érkeznek a parti városokba.

### Hispániai/Latin
1990 és 2000 között ugrásszerűen megnőtt a hispániai/latin emigránsok száma. Többnyire olyan munkát végeztek, amihez nem kellett szaktudás. A hispániai emigránsok Mexikóból, Közép-Amerikából és a Dominikai Köztársaságból érkeztek ide. A hispániai közösségek főleg a városokban alakultak ki mint Például Eastland, Charlotte-ban, ahol a mexikó-amerikai fő etnikai csoport lett, s az újonnan érkezettek, akik Raleigh környékén telepedtek le, magukkal hozták latin-amerikai kultúrájukat. Észak-Karolinában jelentős kubai és Puerto Ricó-i munkás csoportok élnek 1940 óta. 2005-ben Pew Hispanic Center becslése szerint 300 000 illegálisan dolgozó latin élt, amely 65%-a Észak-Karolina lakosságának.

### Amerikai őslakosság
Nyolc elismert indiántörzs él az állam területén. Mississippitől keletre Észak-Karolinának van a legnagyobb számú indián lakossága.
A keleti parton Észak-Karolinának van a második legnagyobb indián lakossága New York után. A 2004-es becslések szerint az amerikai indiánok száma 110 198 fő volt. Ma Észak-Karolina elismer nyolc őslakó amerikai csoportot.
Csak öt másik államnak (Kalifornia, Arizona, Oklahoma, Új-Mexikó és Texas), van nagyobb őslakó amerikai lakossága, mint Észak-Karolinának. (Észak-Amerika és Alaszka teljes őslakosságának a száma 2 824 751, ez 0,95%-a a teljes lakosságnak.)

#### Acserokiindiánok
A cseroki indiánok keleti csoportját 1889-ben ismerték el. A keleti cseroki indiánok Swain megye keleti részén, Graham és Jackson megyékben élnek, mintegy 13 400 bejegyzett tagjuk van, s legtöbbjük Qualla Boundary rezervátumban él. A rezervátum alig nagyobb mint 230 km²-nél, és a központi kormány, nevezetesen a „Eastern Band of Cherokee Indians” felelőssége alá tartozik.
A cseroki indián törzs egyik a az Öt Civilizált Törzs-nek.
A cseroki indiánok úgy hivatkoznak magukra mint „Tsa-la-gi”, vagy „A-ni-yv-wi-ya” amelynek a fordítása irányító emberek (Principle People). A 17. században még úgy emlegetik őket mint Rickahockan-ok vagy Rechahecrian-ok. A cseroki szó eredetileg a csatkó kereskedelmi nyelvből származik. A „Cha-la-kee” szó jelentése, azok akik a hegyekben élnek, vagy (szintén csatkó szó) „Chi-luk-ik-bi”, melynek jelentése, azok akik a barlangok területen élnek.
A cseroki indiánokat a delaware indiánok "Alligewi"-nak hívták, az irokézek pedig Oyata’ge'ronoñ'-nak. (Hewitt). A hegyi mingo indiánok (Allegheny megye) „Uyata'kéá”-nak, barlangszerű nevet adták nekik. (Lachler, McElwain).

##### Cherokee Indian Reservation
Cherokee, a rezervátum kapuja, még nem tartozik a védett területhez, ahol csak a törzshöz tartozó indiánok telepedhetnek le.
A cserokik valaha a keleti partvidék jó részének korlátlan urai voltak: hatalmuk kiterjedt a két Karolinára, Tennesseere és más államokra is. A fehér ember fokozatosan kiszorította őket, megfosztotta ősi területüktől, szabadságuktól, s a múlt század közepére rezervátumokba telepítette őket. A század közepén a cseroki törzs maradványait áttelepítésre kényszerítették a nagy-tavak vidékére. A törzs megkísérelte az ellenállást, de sikertelenül. Katonai erővel szállították az indiánok a sok ezer kilométeres úton, amelynek során százával haltak meg a kegyetlen bánásmód, az éhezés, a fagy, és a betegségek következtében. A törzs egy kis része azonban visszamaradt, a kemény harcokban kivívta, hogy maradhasson ezen területen, amely ma a legnagyobb a Mississippitől keletre eső területen. A törzs sorsa annál tragikusabb, mert kezdetben a telepesek őszinte barátai voltak, s közülük kerül ki az amerikai indiánok egyik legműveltebb, legnagyobb kultúrájú vezetője, Sequoyah, akinek érdemeit annak idején maga az Amerikai Egyesült Államok Kongresszusa jutalmazta.
Oconaluftee Indian Village maga a rezervátum, amely a másolata az 1750-ben épült indián falunak. A falu bizonyos időszakokban nyitva áll a turisták előtt, ahol a hagyományos öltözetbe öltözött indián lakosok tanítják a turistákat, ahogy őseik készítették a cserepeket, a kosarakat, kenukat. A cserepeket nyitott tűzön égetik ki. A nap végeztével visszatérnek otthonaikba, s a hagyományos öltözéket felváltja a farmernadrág.

#### Haliwa-saponi törzs
A haliwa-saponi törzset 1965-ben ismerték el, mint őslakó amerikaiakat. A törzsnek mint egy 3800 bejegyzett tagja van. Észak-Karolina északkeleti részén a Halifax és Warren megyékben élnek.
The haliwa-saponi indián csoport többféle indián ős leszármazottjai. A haliwa nevet a két megye Halifax és Warren nevéből származik, ahol a legtöbbjük él. 1979-ben a törzs hozzáadta a nevükhöz a saponi szót, amely származásukat tükrözi a saponi, a tuszkaóra és a nensemond indiánoktól, akik jelenleg Virginia és Karolina területén élnek.
A haliwa-saponi 3 800 tagot számlál. 70%-a a tagoknak Hollister, (Halifax és Warren) környékén élnek nem messzebb mint 9 km körzetben. A törzs néhány tagja Nash és Franklin megyében telepedtek le.
A 2000 U.S. Census becslése szerint a haliwa-saponi indiánok mintegy 3,5%-át teszik ki Észak-Karolina teljes lakosságának.

#### Waccamaw siouan törzs
Waccamaw siouan indián törzs 1971-ben nyert elismerést, s mintegy 200 tagot számlálnak.
Waccamaw siouan többnyire Észak-Karolina délkeleti részén Bladen és Columbus megyékben élnek. A waccamaw siouan törzsi föld a Green Swamp peremén kb. 55 km-re van Wilmington-tól, 10 km-re a Waccamaw-tó és 6 km-re Bolton-tól.
A U.S. Census 2000. évi felmérése szerint a waccamaw siouan őslakó amerikaiak 2343 tagot számláltak, amely Észak-Karolina összes őslakos amerikai lakosságának 2,7%-át teszi ki. Jelenlegi tagok száma 1245 fő.

#### Coharie törzs
A coharie törzset Észak-Karolinában először formailag 1911-ben ismerték el, de 1913-ban eltörölték és újra csak 1971-ben kapta meg a törzs hivatalos elismerést. A törzs 1781 regisztrált tagot számlál és többségük Sampson és Harnett megyékben élnek.
A neusiok indiánok leszármazottai a Little Coharie folyó környékéről (Sampson és Harnett megye).
A coharie indiánok száma 1970-ben 755 fő, míg 2007-ben 2700 fő volt. A coharie közösség négy települése: Holly Grove, New Bethel, Shiloh, és Antioch.

#### Sappony törzs
A saponi, a siouan csoport egyik keleti törzse, akik a tutelo, occaneechi, monacan, manahoac és más keleti siouan indiánok rokonai, s ősi otthonuk Észak-Karolina és Virginia.
Először Észak-Karolinában 1911-ben ismerték el őket mint amerikai indián törzset. 2003-ban megváltoztatták a törzs nevét Sappony névre, amely mutatja különállásukat a haliwa-saponi csoporttól. Nincs dokumentáció arról, hogy a történelmi saponi törzs leszármazottjai lennének.

#### A saponi nemzet occaneechi csoportja
A occaneechi-saponi törzset Észak-Karolina elismerte, annak ellenére, hogy „North Carolina Commission of Indian Affairs” eredetileg ellenezte az elismerés adományozását. Egy közigazgatási bíró úgy találta, hogy a occameechi-saponi csoport megfelel a megállapított követelményeknek és javasolta a törzs elismerését. Ez az ajánlás lett a végső döntés alapja. (N.C. Gen. Stat. § 150B-44 (1991))
A bizottság fellebbezett ez ellen a döntés ellen, de Észak-Karolina legfelsőbb bírósága megtagadta az újbóli tárgyalást 2001-ben. (354 N.C. 365, 556 S.E.2d 575 (2001).)
A saponi nemzet occaneechi csoportja a siouan nyelvet beszélő saponi indiánok leszármazottjai, akik Észak-Karolina és Virginia Piedmont területét birtokolták. Közösségük Alamance megyében Pleasant Grove Township területén él. A törzs fenn tart egy irodát Mebane településen, ahol a kb. 700 tag számára programokat terveznek.

#### Meherrin törzs
A meherrin indiánok az irokézek leszármazottjai, akik Észak-Karolina északkeleti vidéki területein élnek, közel a Meherrin folyóhoz, amely Virginia és Észak-Karolina határa. A meherrin törzs székhelye Winston (E-K). A nemzet alapvetően a "Little California/Pleasant Plains" körül Hertford Bertie és Gates megyékben él. Jelenleg 557 tagot számlál. Meherrin egy kis falu neve Virginia déli oldalán.

#### Lumbee törzs
Mint minden más törzs az államban a lumbee törzs sem teljesen elismert a központi kormány által. Sok ember él az állam délkeleti részén, akik lumbee indiánoknak vallják magukat (Robertson, Scotland, Cumberland és a közeli megyékben) Néhány kutatás szerint ez az izolált csoport Virginiából vándoroltak ide mint szabad afroamerikaiak.

### Vallás
A vallási megoszlás a következő:
- keresztény – 84%
  - protestáns – 41%
  - baptista – 38%
  - metodista – 9%
  - presbiteriánus – 3%
  - lutheránus – 2%
  - pünkösdi – 2%
  - anglikán pünkösdi – 1%
  - Church of God – 1%
  - kongreganista – 1%
  - Assemblies of God – 1%
  - adventista – 1%
  - római katolikus – 10%
  - más keresztény, felekezeten kívüli, mormon – 11%
- zsidó – 1%
- más vallások – 9%
- nem vallásos – 10%

### Legnagyobb városai
| #   | Város         | Megye       | Lakosság (fő, 2022) |
| --- | ------------- | ----------- | ------------------- |
| 1.  | Charlotte     | Mecklenburg | 903.211             |
| 2.  | Raleigh       | Wake        | 480.419             |
| 3.  | Greensboro    | Guilford    | 304.909             |
| 4.  | Durham        | Durham      | 294.542             |
| 5.  | Winston-Salem | Forsyth     | 253.531             |
| 6.  | Fayetteville  | Cumberland  | 210.089             |
| 7.  | Cary          | Wake        | 182.619             |
| 8.  | Wilmington    | New Hanover | 117.247             |
| 9.  | High Point    | Guilford    | 115.997             |
| 10. | Concord       | Cabarrus    | 110.474             |
| 11. | Asheville     | Buncombe    | 96.829              |
| 12. | Greenville    | Pitt        | 88.115              |
| 13. | Gastonia      | Gaston      | 82.145              |
| 14. | Jacksonville  | Onslow      | 73.239              |
| 15. | Huntersville  | Mecklenburg | 64.296              |
| 16. | Apex          | Wake        | 63.040              |
| 17. | Chapel Hill   | Orange      | 62.906              |
| 18. | Burlington    | Alamance    | 58.771              |
| 19. | Kannapolis    | Cabarrus    | 55.212              |
| 20. | Rocky Mount   | Nash        | 53.713              |

További városok:

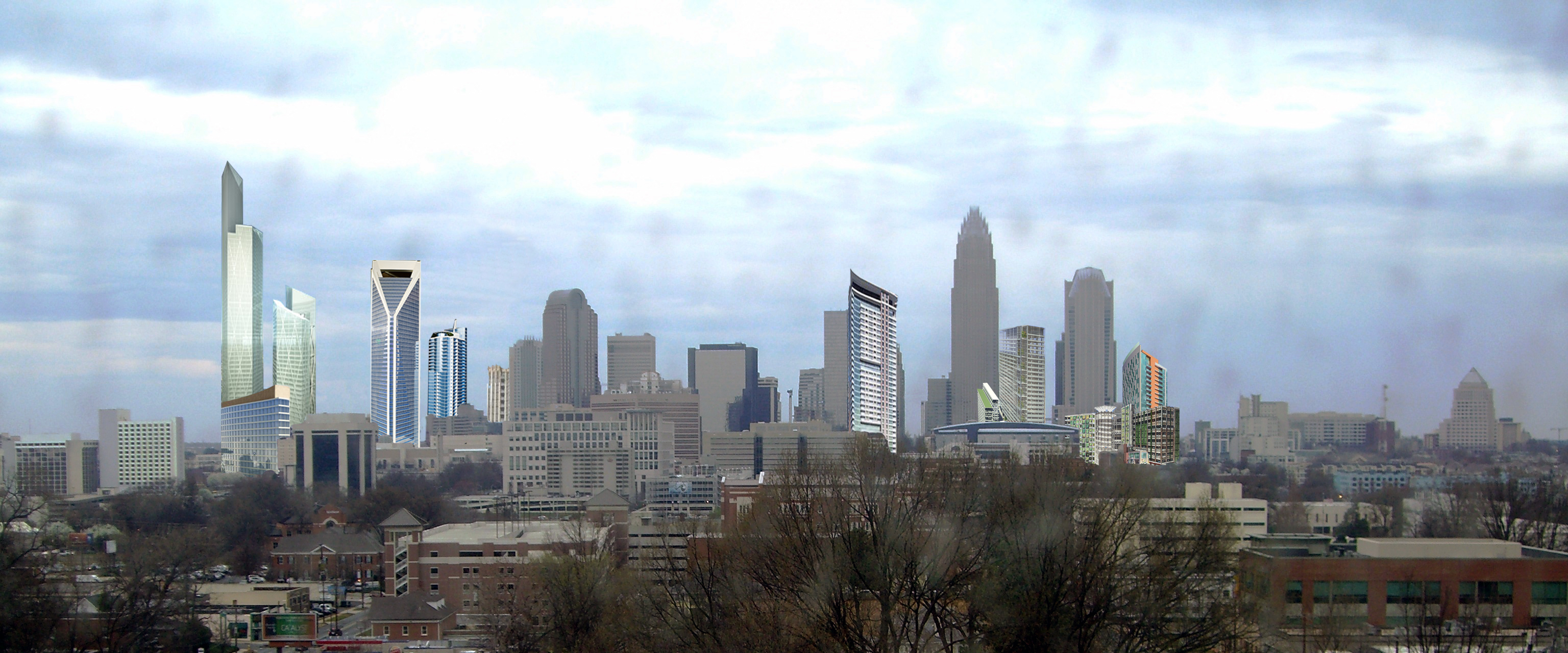
A jövő Charlotte-ja

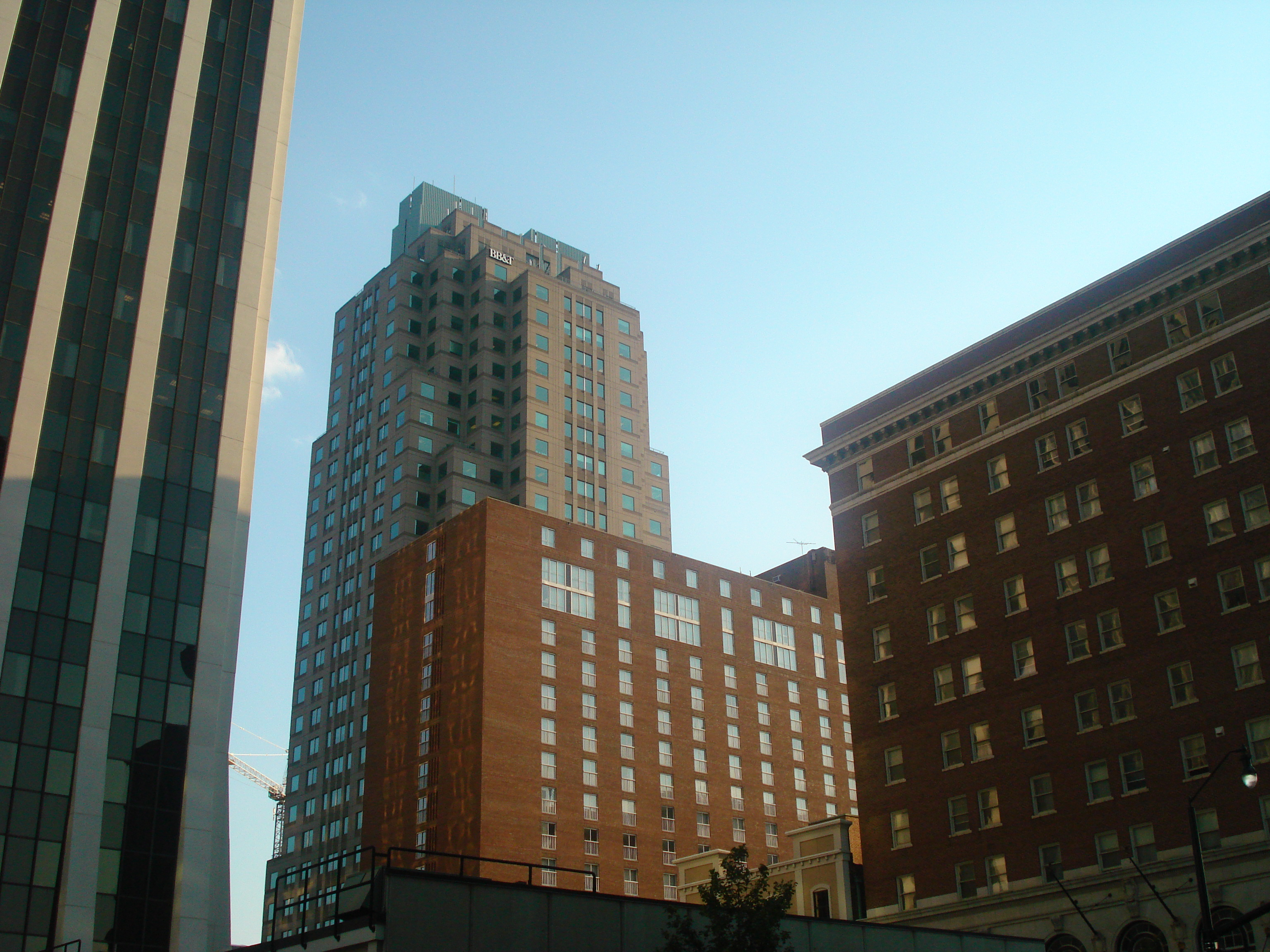
Raleigh belvárosa

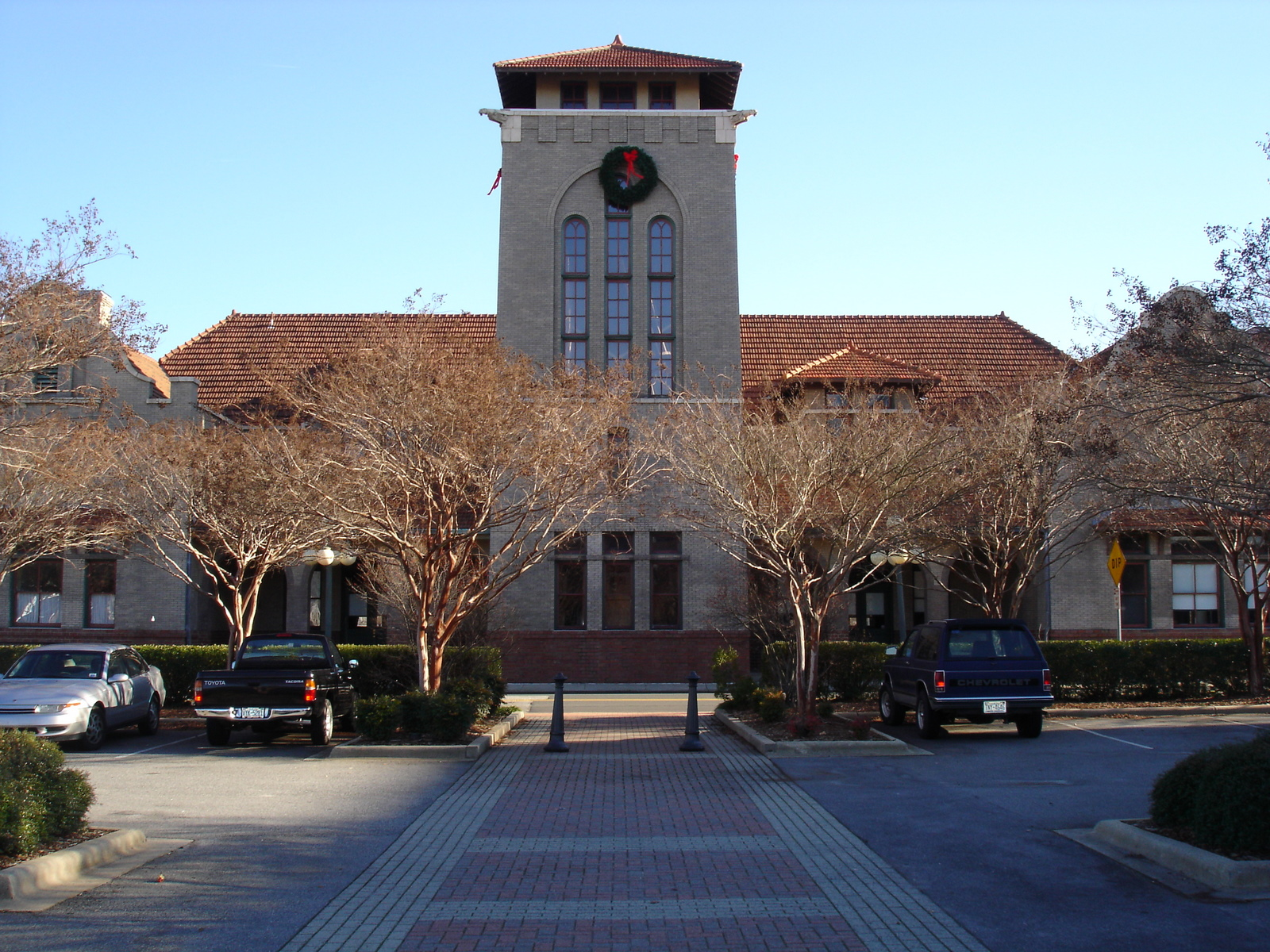
Salibury

- Reidsville Greensborótól északra, a virginiai határ mellett fekszik. A város ugyancsak dohányipari és mezőgazdasági központ. Itt találhatjuk a Chinqua-Penn Plantation ültetvény múzeumot.
- Salisbury Rowan megye székhelye. A város területe 46.0 km². Lakosainak száma a U.S. Census 2000. évi felmérése szerint 26 462 fő volt.[36] Úgy is emlegetik, mint a Fa Város (Tree City), mivel a város részt vesz a National Arbor Day Foundation által támogatott faültetési- és ápolási programban. Az amerikai polgárháború idején Salisbury területe fogolytábor volt. Belvárosában számos történelmi történelmi jelentőségű kúria található.[37]

### Településcsoportok
Észak-Karolinának három metropolisz-körzete van: 
- a Metrolina-hármas: Charlotte–Gastonia–Salisbury (Észak- és Dél-Karolina), lakosainak száma: 2 191 604 fő,
- a Raleigh–Durham–Cary-háromszög lakossága 1 635 974 fő,
- a Piedmont-hármas: Greensboro–Winston-Salem–High Point 1 513 576 lakossal.

## Államszervezet, közigazgatás

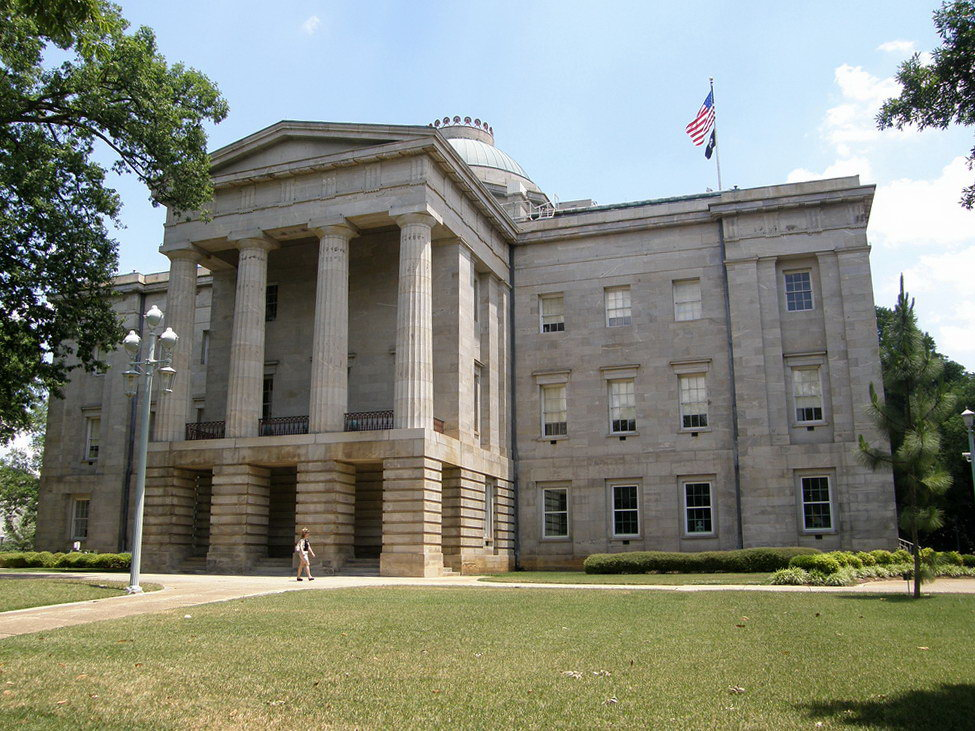
Észak-Karolina Capitoliuma Raleigh-ben

Észak-Karolina alkotmánya kétszer került komolyabb módosításra:
- 1776: A független állam első alkotmányát december 18-án ratifikálták, a The Declaration of Rights elfogadása után egy nappal.
- 1868: Észak-Karolinának az államszövetségbe való visszavétele alkalmával az alaptörvény számos ponton módosult.
- 1971: Kisebb változtatások a szövegben és néhány kiegészítés.

Észak-Karolina székhelye Raleigh. A kormányzó Mike Easley (demokrata). Két szenátora John Edwards (demokrata; januártól a republikánus Richard Burr váltja) és Eliabeth Dole (republikánus).

### Megyék

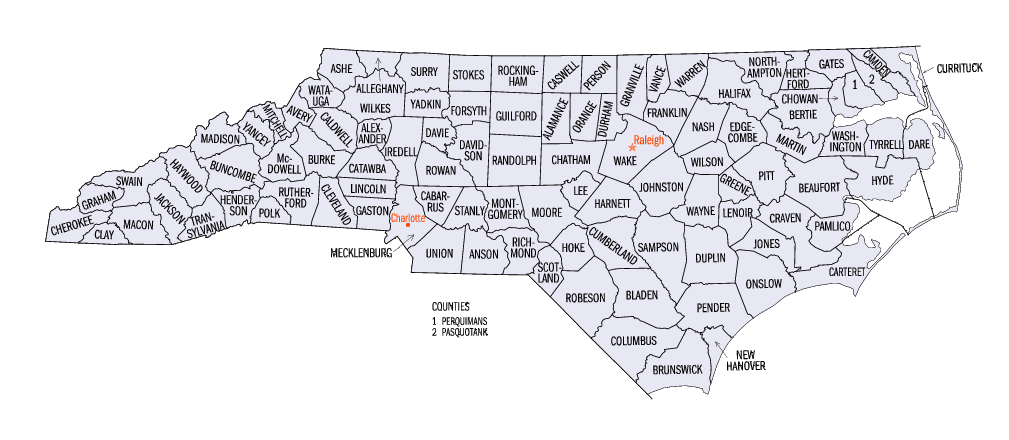
Észak-Karolina megyéi

Az állam 100 megyére oszlik.

## Gazdaság
Az állam bruttó bevétele 1999-ben 259 milliárd dollár volt, a 12. legnagyobb az USA tagállamai között. 2000-ben az egy főre jutó jövedelem 27 194 dollár (30.) volt. Mezőgazdasági cikkei közül kiemelendő a baromfi és a tojás, a sertés, a szarvasmarha, a tej, a facsemete,  a szójabab és a dohány. Ipara főként dohánytermékeket, textíliákat, vegyészeti termékeket, elektronikus eszközöket, gépeket állít elő. A turizmus is jelentős.
Legfontosabb hajózási csatornája az, amely a Chesapeake-öblöt az Albemarle-öböllel köti össze. Fontosabb kikötői: Edenton, Camden, New Berne, Wilmington és Plymouth.
Kalifornia után Észak-Karolinában készítik a legtöbb filmet. Stúdiók vannak Shelby, Raleigh-Durham, Charlotte és Wilmington városokban. Itt készült például A holló (The Crow), A rettegés foka (Cape Fear), A nagy ugrás (The Hudsucker Proxy), a tévésorozatok közül pedig a Dawson és a haverok (Dawson's Creek).